# Momoko Suzuki
Momoko Suzuki (鈴木桃子, Suzuki Momoko) est une chanteuse, parolière et compositrice japonaise née un 14 mars à Tōkyō, qui débute avec pour nom de scène Momoko ; elle est également connue sous son nom de jeune fille "Kitadai"

## Biographie
Elle a vécu 8 années d'enfance à Washington, D.C. et New York.
- En 1987, elle chante sur plusieurs titres de la bande-son de la série animée City Hunter sous le nom de Momoko Kitadai (北代桃子, Kitadai Momoko).
- En 1989, elle enregistre l'album How I Wish pour Warner Music.
- En 1993, elle rejoint le groupe Cosa Nostra.
- À la fin de 2000, elle quitte Cosa Nostra.
- En 2001, elle entame une carrière solo.

## Discographie
Outre les productions parues sous son nom ou de Cosa Nostra, elle a chanté dans nombre d'œuvres d'autres artistes en tant qu'invitée.

### Singles
- With Your Kisses（21 novembre 2001)
- Endless Summer

### Albums
- Happiness（19 décembre 2001）, Village Records, VRCL-5025
- Makin 'Music, Makin' Love (25 novembre 2004), Terrarium Label, Tercl-1005